# Крекінг-установка в Умм-Саїді (Q-Chem)
Крекінг-установка в Умм-Саїді (Q-Chem) — складова частина нафтохімічного майданчика компанії Q-Chem, розташованого за три десятки кілометрів на південь від столиці Катару Дохи.
У 1997 році в Умм-Саїді почала роботу установка парового крекінгу річною потужністю по етилену на рівні 500 тисяч тонн. Вона здійснює піроліз етану (80 %) та пропану (20 %), вилучених під час переробки природного газу (завдяки родовищу Північне Катар є одним зі світових лідерів за запасами цієї корисної копалини), при цьому як попутний продукт із газу також вилучають 36 тисяч тонн сірки.
Етилен в подальшому використовують на похідних виробництвах поліетилену високої щільності (453 тисячі тонн) та 1-гексену (47 тисяч тонн, використовується як ко-полімер).
Згадана на початку статті Q-Chem (Qatar Chemical Company) є спільним підприємством Qatar Petroleum (володіє 49 % через Mesaieed Petrochemical Holding Company та 2 % напряму) і Chevron Phillips (49 %).